# Pavia (stad)
Pavia is een stad in de Italiaanse regio Lombardije. Het is de hoofdstad van de gelijknamige provincie. Pavia telt 71.000 inwoners en ligt in de Povlakte, 25 kilometer ten zuiden van Milaan. Door de stad stroomt de rivier Ticino, enkele kilometers voordat die in de Po uitmondt. De stad ligt ook op de Via Francigena. Pavia was twee eeuwen lang de hoofdstad van het Longobardische Rijk en vervolgens, van 774 tot 1024, hoofdstad van het Koninkrijk Italië. Sinds 1361 is het de thuisbasis van een gerenommeerde universiteit, erkend door Times Higher Education in 2023 als achtste beste universiteit van Italië en een van de 300 beste ter wereld.

## Geschiedenis
Ten tijde van het Romeinse Rijk heette Pavia, net als de rivier, Ticinum. Toen bij de ondergang van dat rijk verschillende Germaanse volken de streek binnenvielen werd de stad van strategisch belang. Onder de naam Papia was Pavia vanaf de 7e eeuw de hoofdstad der Longobarden. In 756 werd er na de nederlaag van Aistulf door de Frankische koning Pepijn de Korte het Verdrag van Pavia gesloten, waarbij de Kerkelijke Staat in het leven werd geroepen. Berengarius II liet zich in 950 tot koning van Italië kronen in Pavia, dat destijds de hoofdstad was van het Koninkrijk Italië.
De stad kreeg in de 14e eeuw een universiteit, die meermaals erkend is tot een van de beste universiteiten van Italië. In deze periode werd ook de kathedraal gebouwd, waarvan de koepel de derde grootste van Italië vormt, na de Sint-Pietersbasiliek in Rome en de Kathedraal van Florence.
In 1525 bij de slag bij Pavia werd de opmars van koning Frans van Frankrijk een halt toegeroepen door Keizer Karel.

## L'università di Pavia
De oorsprong van de universiteit van Pavia gaat terug tot 25 mei 825, toen door keizer Lotharius in Pavia, de hoofdstad van het Koninkrijk Italië, de Schola Papiense werd opgericht, een school voor rechten, retorica en vrije kunsten, die de traditie erfde van de school voor rechten, gesticht door de Romeinse keizer Theodosius I. Gedurende de hele middeleeuwse periode was de school in bloei. Studenten uit Milaan, Brescia, Lodi, Bergamo, Novara, Vercelli, Tortona, Acqui, Genua, Asti en Como waren ervan afhankelijk. De school bloeide tot de tweede helft van de 11e eeuw en ging daarna achteruit. In 1361 richtte keizer Karel IV op aandringen van Galeazzo II Visconti het Studium Generale van Pavia op. De universiteit is daarmee de eerste in Lombardije en een van de oudste in Italië.
Grote impulsen werden in het Habsburgse tijdperk gegeven door de keizers Maria Theresia van Habsburg en Jozef II, die het gebouw uitbreidden, in 1754 de universiteitsbibliotheek stichtten en grote geleerden als docenten aantrokken, waaronder de natuurkundige Alessandro Volta en de naturalist Lazzaro Spallanzani. Ook de letterkundigen Ugo Foscolo en Vincenzo Monti gaven in Pavia les. In recentere tijden waren er docenten als Carlo Forlanini, uitvinder van de kunstmatige pneumothorax, en Nobelprijswinnaars Camillo Golgi voor geneeskunde, Giulio Natta voor scheikunde en Carlo Rubbia voor natuurkunde.
De universiteit beschikt over een interessant historisch museum waar onder meer wetenschappelijke instrumenten van Alessandro Volta, 18e-eeuwse anatomische preparaten van chirurg Antonio Scarpa, handtekeningen van beroemde universiteitsprofessoren en Scarpa's eigen hoofd worden bewaard.
Er zijn twee historische colleges die statutair studenten van opmerkelijke bekwaamheid en inzet ontvangen en hen financieel ondersteunen als zij niet over middelen beschikken: het Almo Collegio Borromeo, in 1563 gesticht door de heilige Charles Borromeo, en het Collegio Ghislieri, zes jaar later gesticht door Paus Pius V (Paus Ghislieri in feite, wiens standbeeld voor de ingang van het college staat). Interessant is ook de botanische tuin van de universiteit, die dateert uit 1774.
De universiteit heeft ook een kernreactor, LENA, actief sinds 1965 en gebruikt (net als de andere drie bestaande kernreactoren in Italië) voor zowel opleiding als medisch onderzoek.

## Bezienswaardigheden

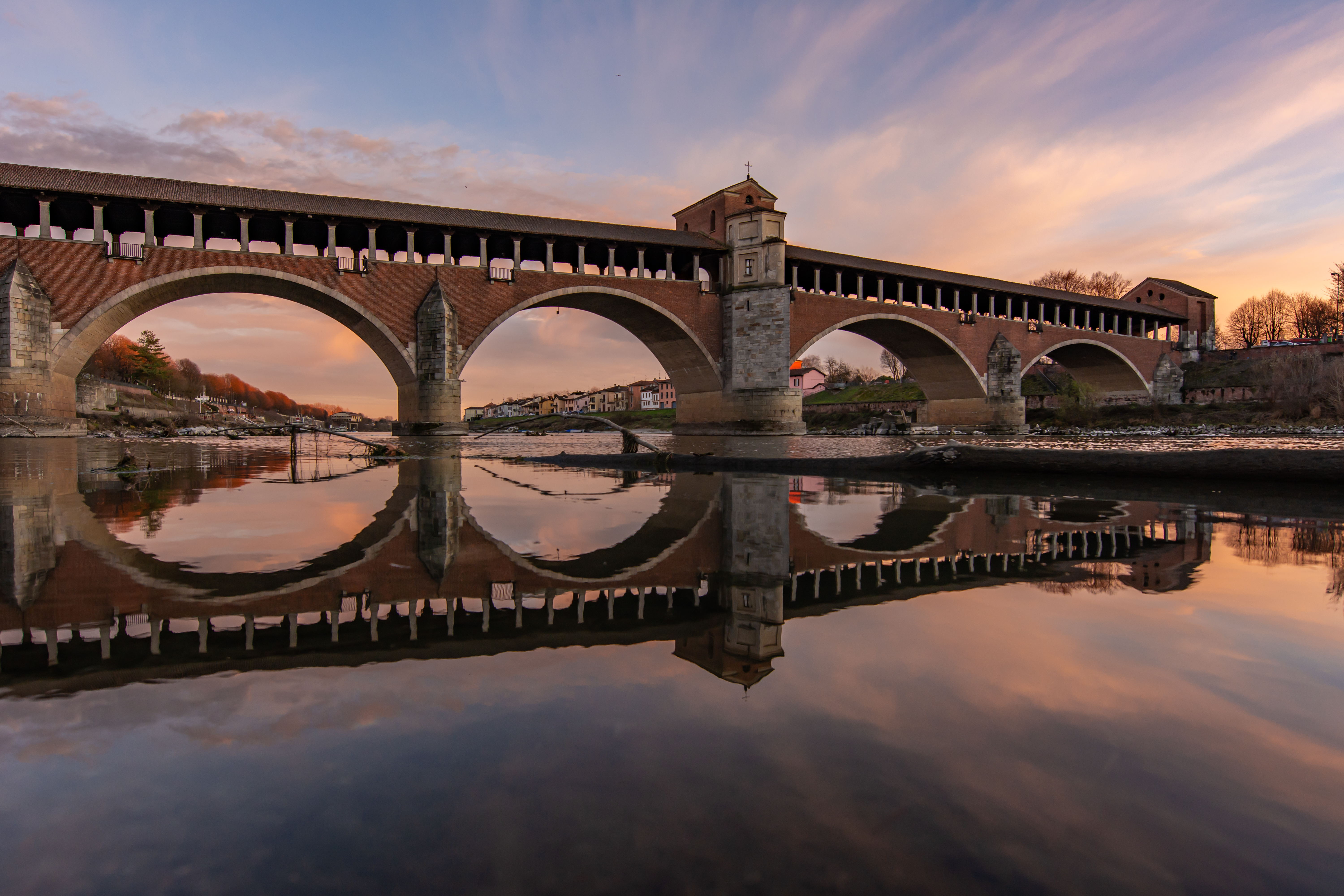
De brug Ponte Coperto in Pavia

De Ponte Coperto (ook bekend als Ponte Vecchio) is een brug over de rivier de Ticino in Pavia, die het historische stadscentrum en de rest van de stad verbindt met de schilderachtige wijk Borgo Ticino (gelegen op de rechteroever en oorspronkelijk buiten de stadsmuren). De brug, een van de symbolen van de stad Pavia, is zeer karakteristiek, heeft vijf bogen, is aan elk uiteinde volledig overdekt met twee portalen. In het midden van de brug bevindt er zich een kleine religieuze kapel. Albert Einstein, die tijdens zijn jeugdjaren een periode in Pavia doorbracht, schreef ooit naar een vriendin dat hij nog vaak terugdacht aan "die mooie brug in Pavia". De huidige brug werd gebouwd tussen 1949 en 1951 en reproduceert de vormen van de oude Ponte Coperto. Die dateerde uit de 14e eeuw, maar werd tijdens een bombardement in de Tweede Wereldoorlog vernield.
Basiliek van San Michele Maggiore

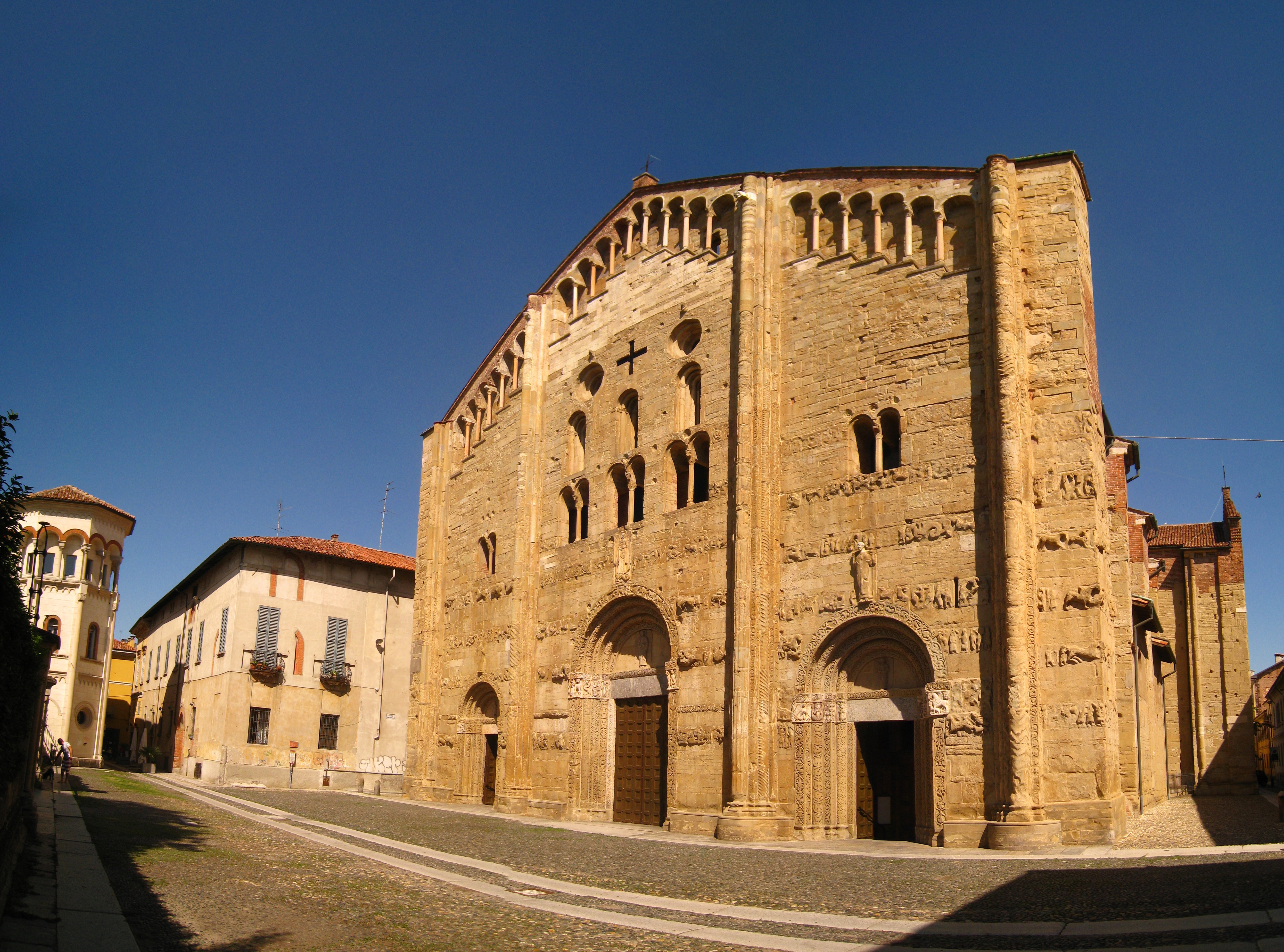
De basiliek van San Michele.

De basiliek van San Michele Maggiore is het beroemdste en belangrijkste middeleeuwse religieuze monument van de stad. De kerk, een meesterwerk van de romaanse Lombardische stijl, bevat talrijke getuigenissen van de periode waarin Pavia de hoofdstad was van het Italiaanse koninkrijk. De eerste kerk van San Michele werd oorspronkelijk in de Longobardische periode gebouwd, maar werd in 1004 door brand verwoest; met de huidige bouw werd in het eerste kwart van de twaalfde eeuw begonnen, waarschijnlijk na de aardbeving van 1117, en de bouw werd waarschijnlijk rond 1155 voltooid. De basiliek wordt beschouwd als het prototype van vele middeleeuwse kerken in Pavia: zij verschilt echter van de andere kerken van de stad door het uitgebreide gebruik, zowel voor de structuur als voor de versieringen, van breekbare zandsteen in plaats van terracotta, en ook door de bijzondere en complexe architectonische structuur, die een Latijns kruisplan omvat met drie schepen met vrouwengalerijen en een bijzonder ontwikkeld transept, met een eigen onafhankelijke voorgevel aan de noordzijde. In de loop der eeuwen vonden in de basiliek weelderige plechtigheden en kroningen plaats, waaronder de kroning van Berengarius II in 1155.
De kathedraal van Pavia

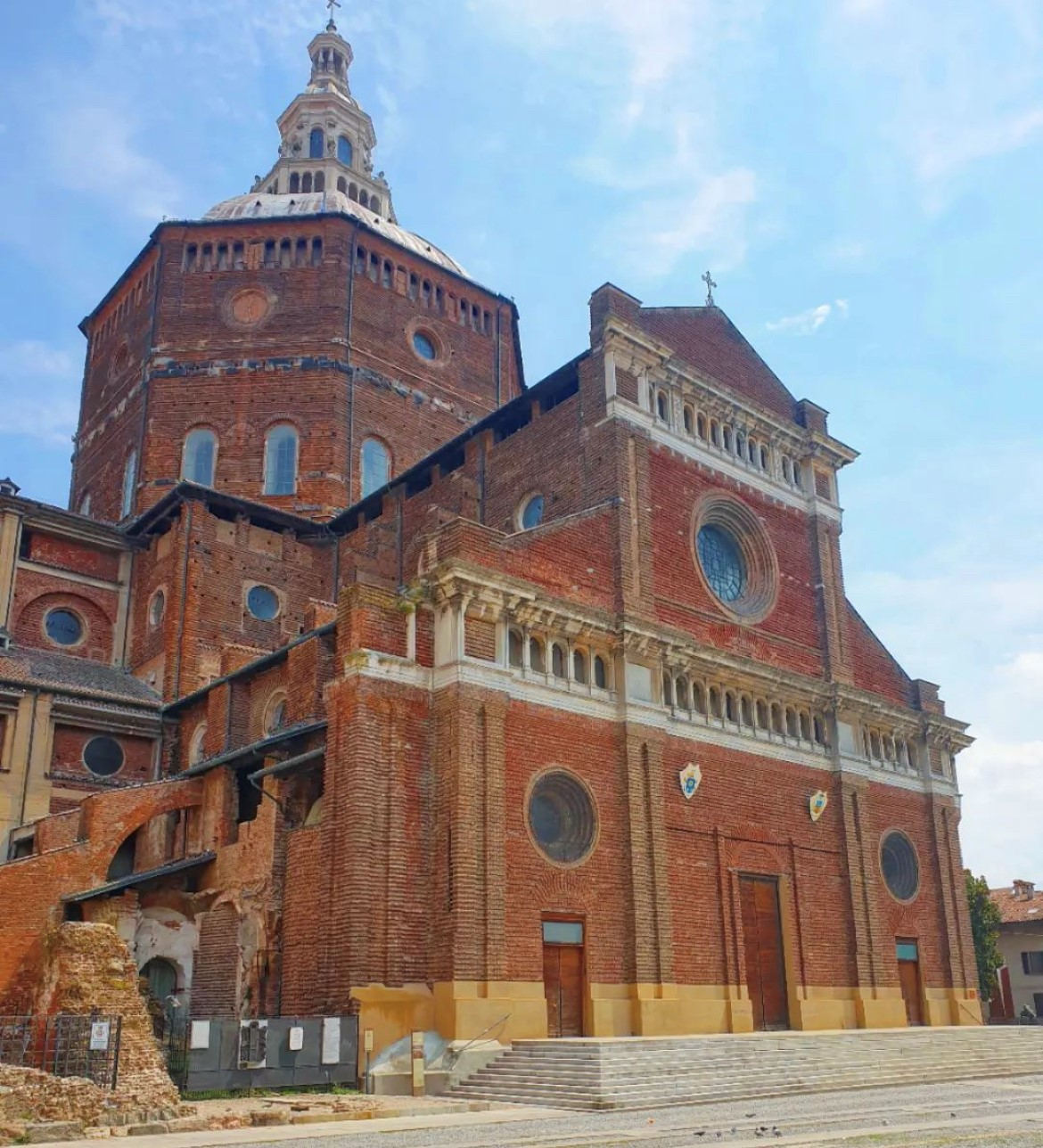
De kathedraal van Pavia.

De kathedraal van Pavia is een imposant gebouw met een plattegrond in de vorm van een Grieks kruis. Het bouwterrein voor de kathedraal werd (met de afbraak van de twee oorspronkelijke basilieken uit de 11e en 12e eeuw) in 1488 geopend op bevel van bisschop Ascanio Maria Sforza Visconti: het bouwwerk bleef eeuwenlang onvoltooid, tot het einde van de 19e eeuw, toen de koepel en de voorgevel werden voltooid, respectievelijk in 1885 en 1898, volgens het oorspronkelijke ontwerp van Giovanni Antonio Amadeo. De centrale koepel, waarvan het ontwerp wordt toegeschreven aan Bramante, is achthoekig van vorm, 97 meter hoog, 34 meter breed en weegt ongeveer 20.000 ton, waarmee het de op drie na grootste koepel van Italië is. Na bijna 17 jaar van restauratie- en veiligheidswerken aan de koepel werd de kerk in 2013 opnieuw geopend voor de gelovigen. In de kathedraal bevindt zich ook het lichaam van de eerste bisschop en beschermheer van de stad, San Siro, in de kapel die naar hem genoemd is.
Basiliek van San Pietro in Ciel d'Oro

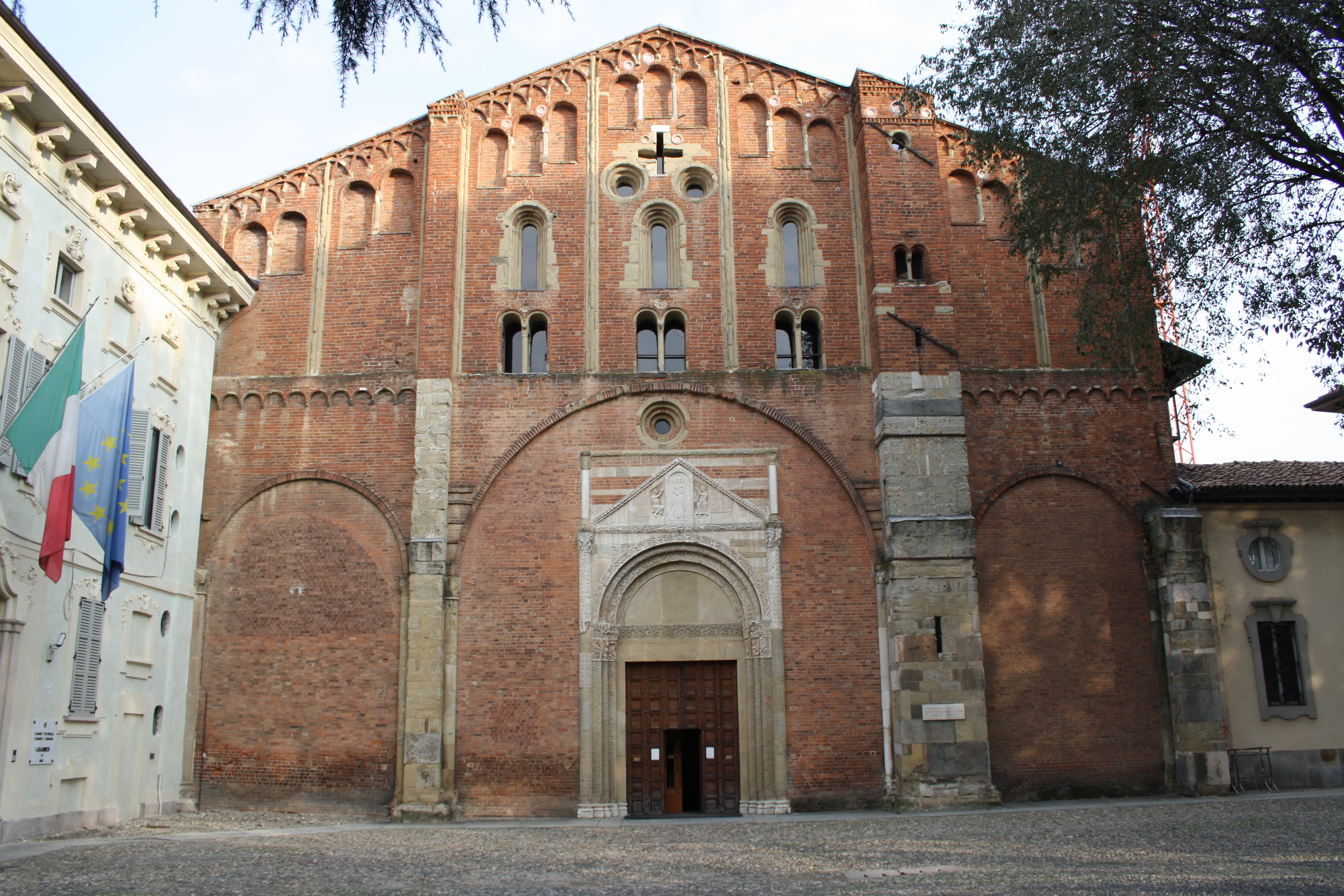
Basiliek van San Pietro in Ciel d'Oro.

De basiliek van San Pietro in Ciel d'Oro, waarvan de oorsprong teruggaat tot het begin van de 8e eeuw, werd volgens de overlevering gesticht door koning Liutprand. Herbouwd vanaf de 11e eeuw, werd de moderne constructie ingewijd in 1132. De gevel, de koepel en de mozaïekvloer lijken op die van San Michele Maggiore, maar zonder de karakteristieke beelden. San Pietro in Ciel d'Oro, die samen met San Michele de ruimste van de romaanse basilieken van Pavia is, onderscheidt zich echter van de andere bouwwerken door het intensieve gebruik van terracotta in plaats van zandsteen, door de zichtbaar asymmetrische façade met slechts één portaal, en intern door de afwezigheid van de vrouwengalerijen en het kortere transept, dat niet uitsteekt boven het rechthoekige plan van de tempel. De buitenkant is versierd met islamitische keramische bekkens. De kerk wordt ook genoemd door Dante Alighieri in het 10e gezang van het paradijs, vv.127-129 (in de Goddelijke Komedie). Het lichaam van Boëthius wordt ook bewaard in de basiliek, precies in de crypte. Daarnaast is de basiliek de laatste rustplaats van de invloedrijke kerkvader en filosoof Augustinus van Hippo. In een rijkversierde tombe worden zijn overblijfselen bewaard.
Kerk van San Teodoro

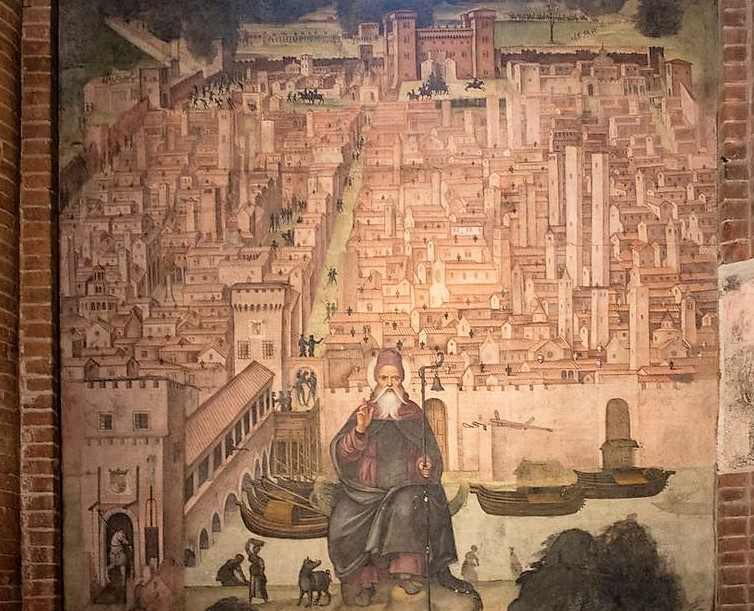
Een fresco van de kerk van San Teodoro.

De kerk van San Teodoro is een laatromaanse kerk in het historische centrum van Pavia. De kerk dateert uit de 12e eeuw en werd gerestaureerd aan het begin van de 20e eeuw. Het herbergt frescocycli die de Verhalen van de Heilige Agnes en de Heilige Teodoro voorstellen en twee belangrijke fresco's die worden toegeschreven aan Bernardino Lanzani met uitzichten op Pavia uit de 16e eeuw.
Het certosa di Pavia
Acht kilometer ten noorden van de stad ligt ook het Certosa di Pavia, een bekend kartuizerklooster met vele laatromaanse en gotische kunstuitingen. Het klooster is gesitueerd langs een groot jachtterrein van de Visconti-familie, dicht bij een dorpje met dezelfde naam in de provincie Pavia, 8 kilometer ten noorden van Pavia. Het werd gebouwd in de jaren 1396 tot 1495. Het is een van de grootste kloosters in Italië. Heden ten dage wordt het klooster door cisterciënzer monniken bewoond.
Het kasteel Visconteo
Het kasteel Visconteo in Pavia werd in 1360 gebouwd in opdracht van Galeazzo II Visconti, die er zijn hofhouding vestigde. Vervolgens was het gebouw de zetel van het hof van Gian Galeazzo en, tot 1413, van zijn zoon Filippo Maria. De Visconti wilden ook een grandioos jachtpark aanleggen (het Parco Visconteo), dat zich oorspronkelijk over een tiental kilometers uitstrekte, tot aan de Certosa di Pavia en het toneel was van de Slag bij Pavia in 1525.
De torens van Pavia
Kenmerkend voor het historische centrum van Pavia is de aanwezigheid van middeleeuwse adellijke torens, hoewel ze ooit talrijker waren, zoals blijkt uit het 16e-eeuwse vogelvluchtperspectief van Pavia op fresco's in de kerk van San Teodoro. Ze werden voornamelijk gebouwd tussen de 11e en 13e eeuw, toen de stad op het hoogtepunt van haar romaanse bloeiperiode was.

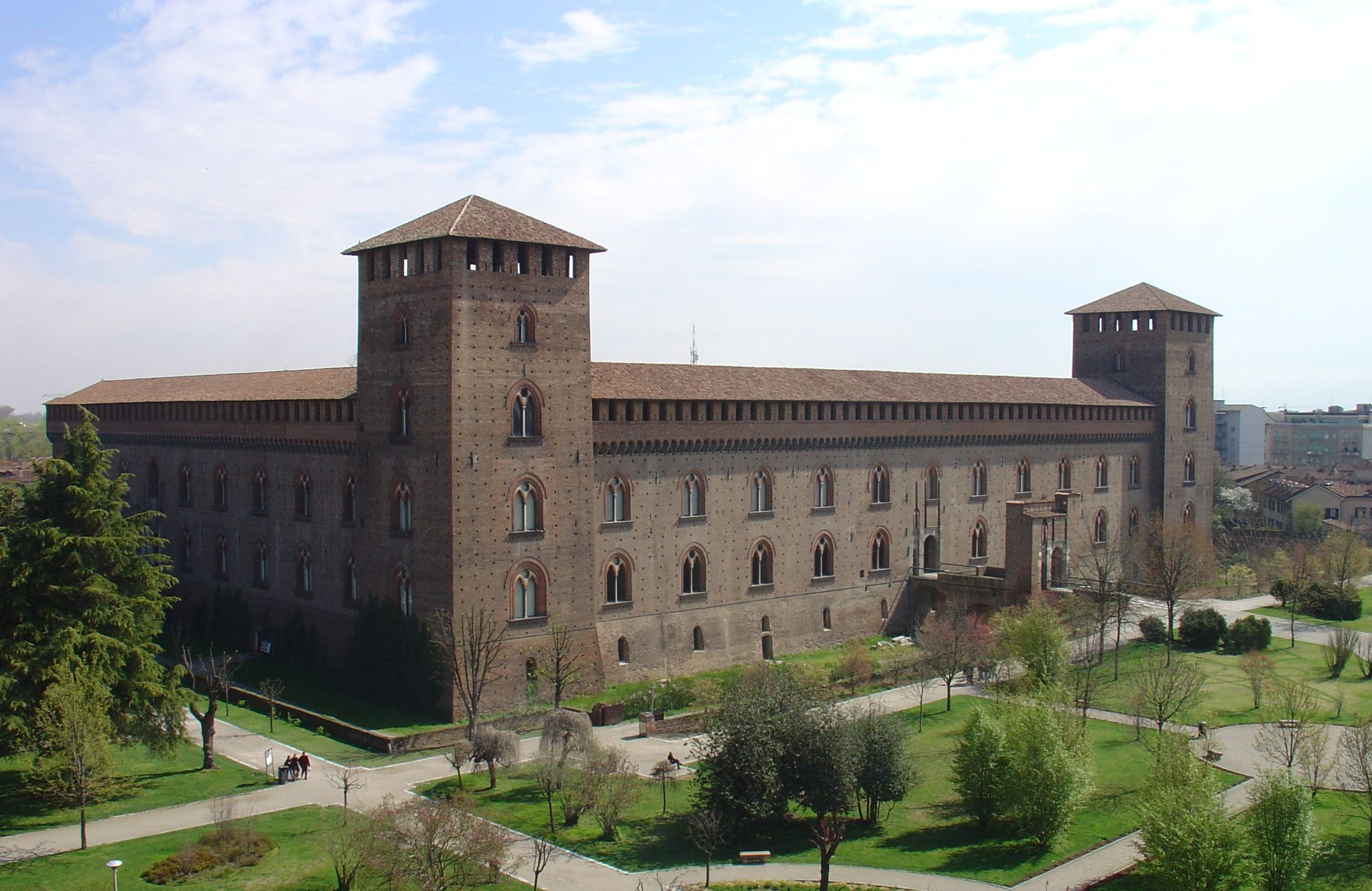
Il castello Visconteo.

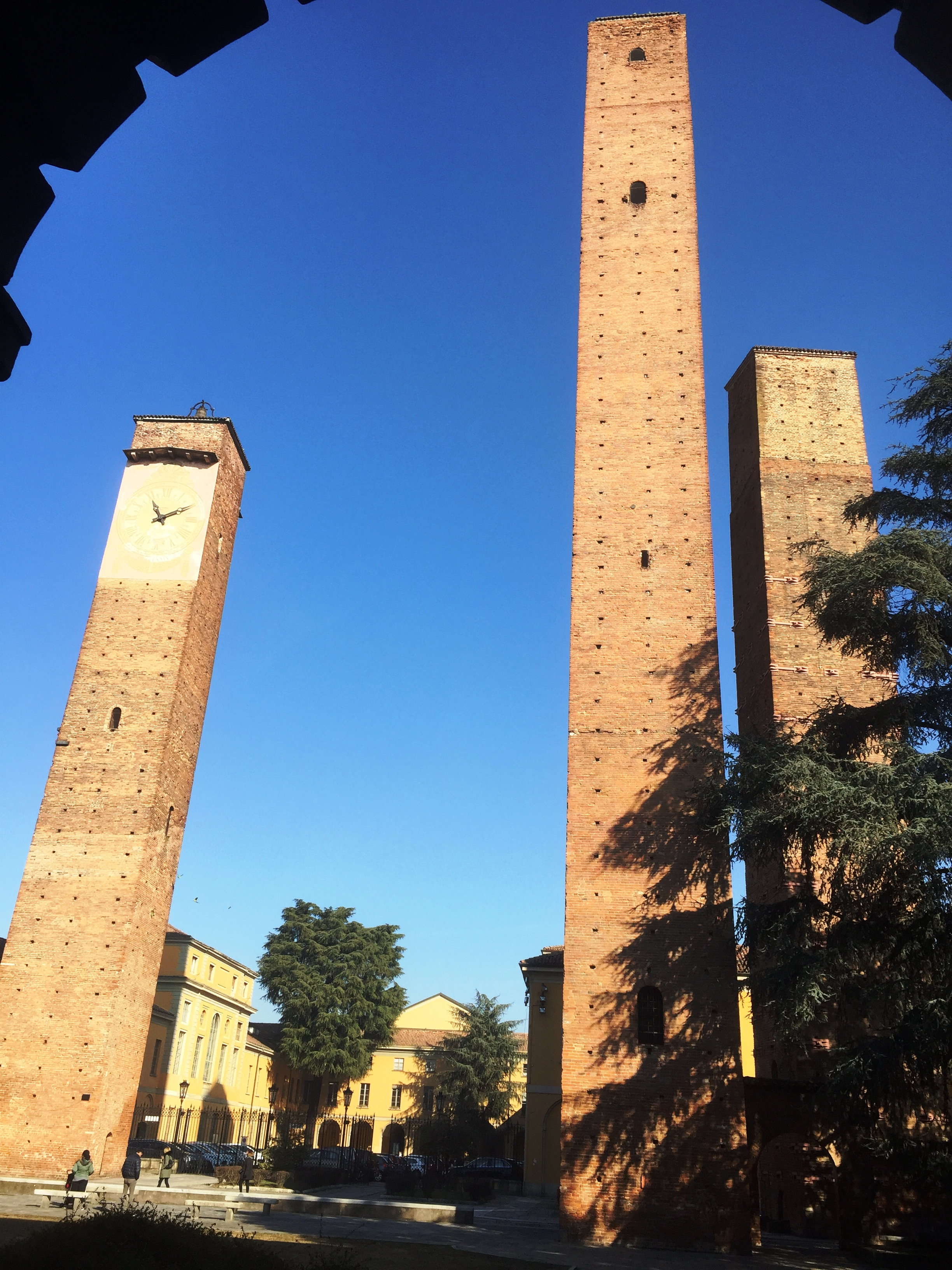
De torens op Piazza Leonardo Da Vinci.

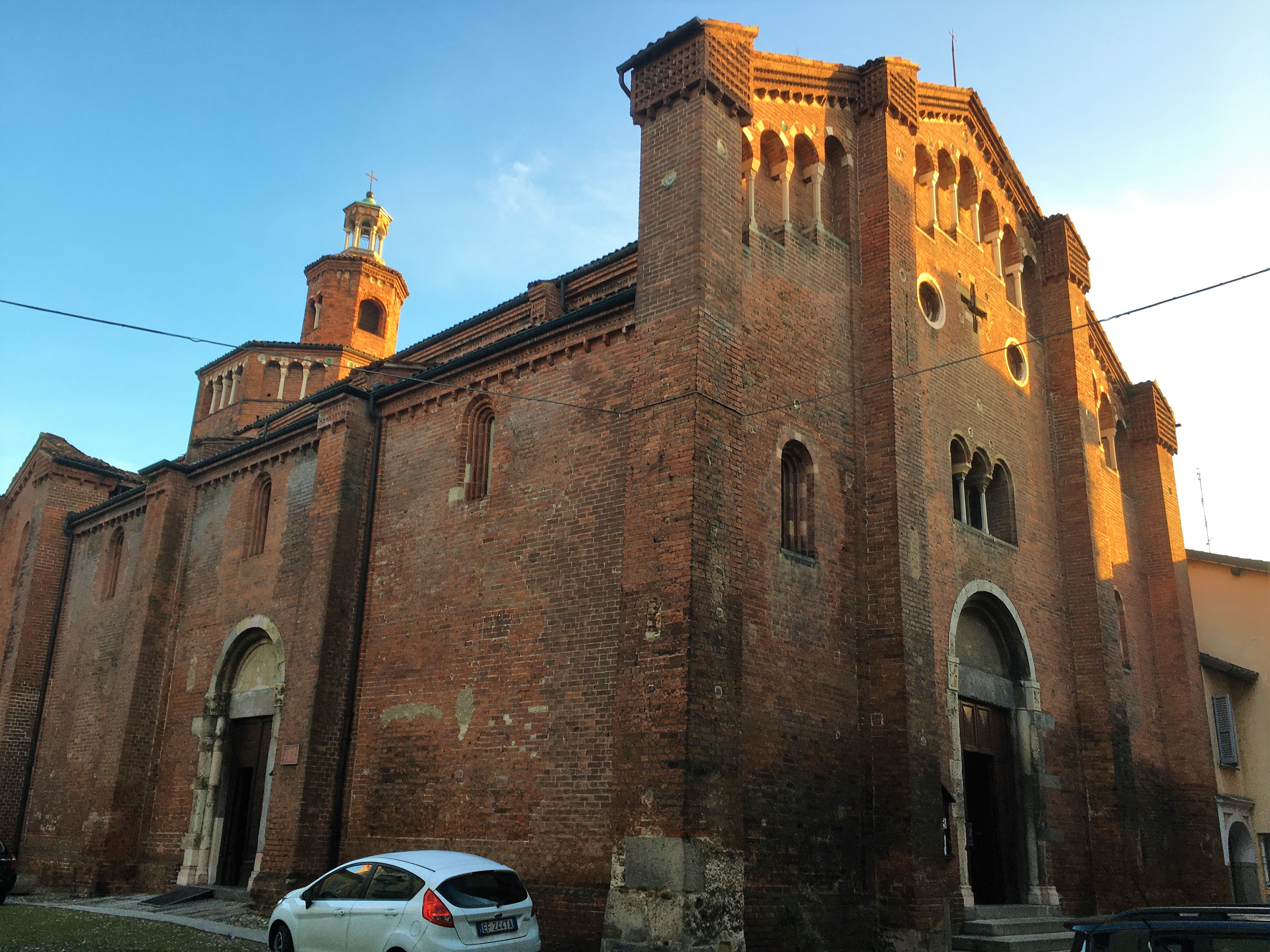
Kerk van San Teodoro.

## Economie
Tegenwoordig is Pavia een van de industriële centra in de Povlakte, gespecialiseerd in onder meer voedingsmiddelen, chemie en textiel.
De wijnteelt situeert zich voornamelijk in de heuvelachtige regio Oltrepò Pavese, ook wel "het Toscane van het Noorden" genaamd. In de Enoteca regionale is een permanente tentoonstelling van Lombardijse wijnen ingericht.
Verder is Pavia is met zijn 85.000 hectare rijstvelden en een totale productie van 4 miljoen 865 duizend kwintaal de provincie met het hoogste percentage rijstteelt in Italië en de belangrijkste producent op nationaal en Europees niveau.

## Bekende inwoners van Pavia

### Geboren
- Paus Johannes XIV (?-984), geboren als Petrus Canepanova
- Lanfranc van Bec (1005-1089), aartsbisschop van Canterbury
- Gian Galeazzo Visconti (1347-1402), hertog van Milaan
- Girolamo Cardano (1501-1576), wetenschapper
- Filippo de Filippi (1814-1867), zoöloog
- Gaetano Sacchi (1824-1886), generaal en senator
- Luigi Cremona (1830-1903), wiskundige
- Felice Casorati (1835-1890), wiskundige
- Bruno Giorgi (1940-2010), voetballer en voetbalcoach
- Giovanni Lombardi (1969), wielrenner
- Federico Burdisso (2001), zwemmer

### Overleden
- Boëthius (480-526), schrijver
- Dirk van Holland (?-1197), bisschop van Holland
- Fortanerius van Vassal (1295-1361), franciscaan en kardinaal

## Galerij

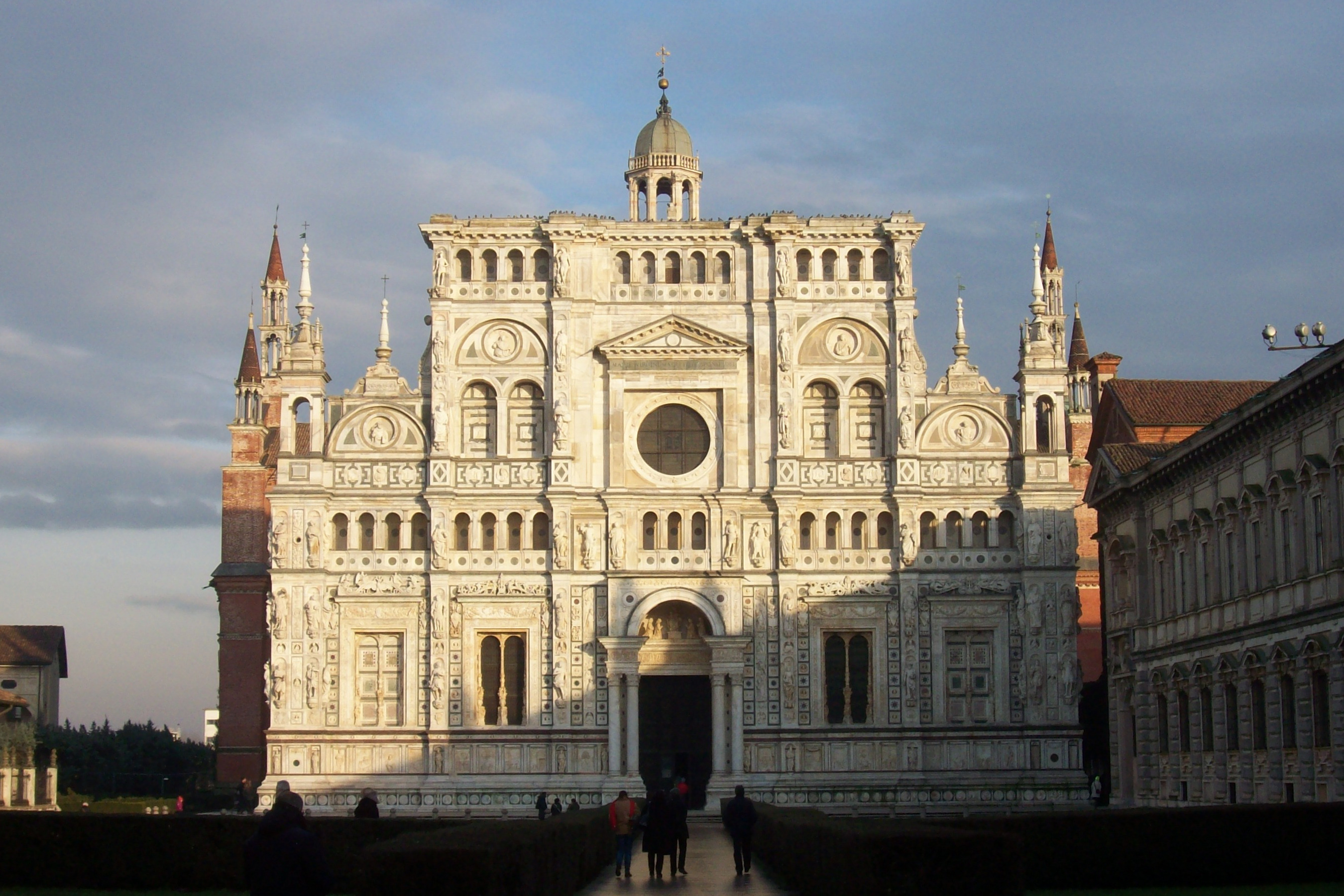
De Certosa van Pavia.
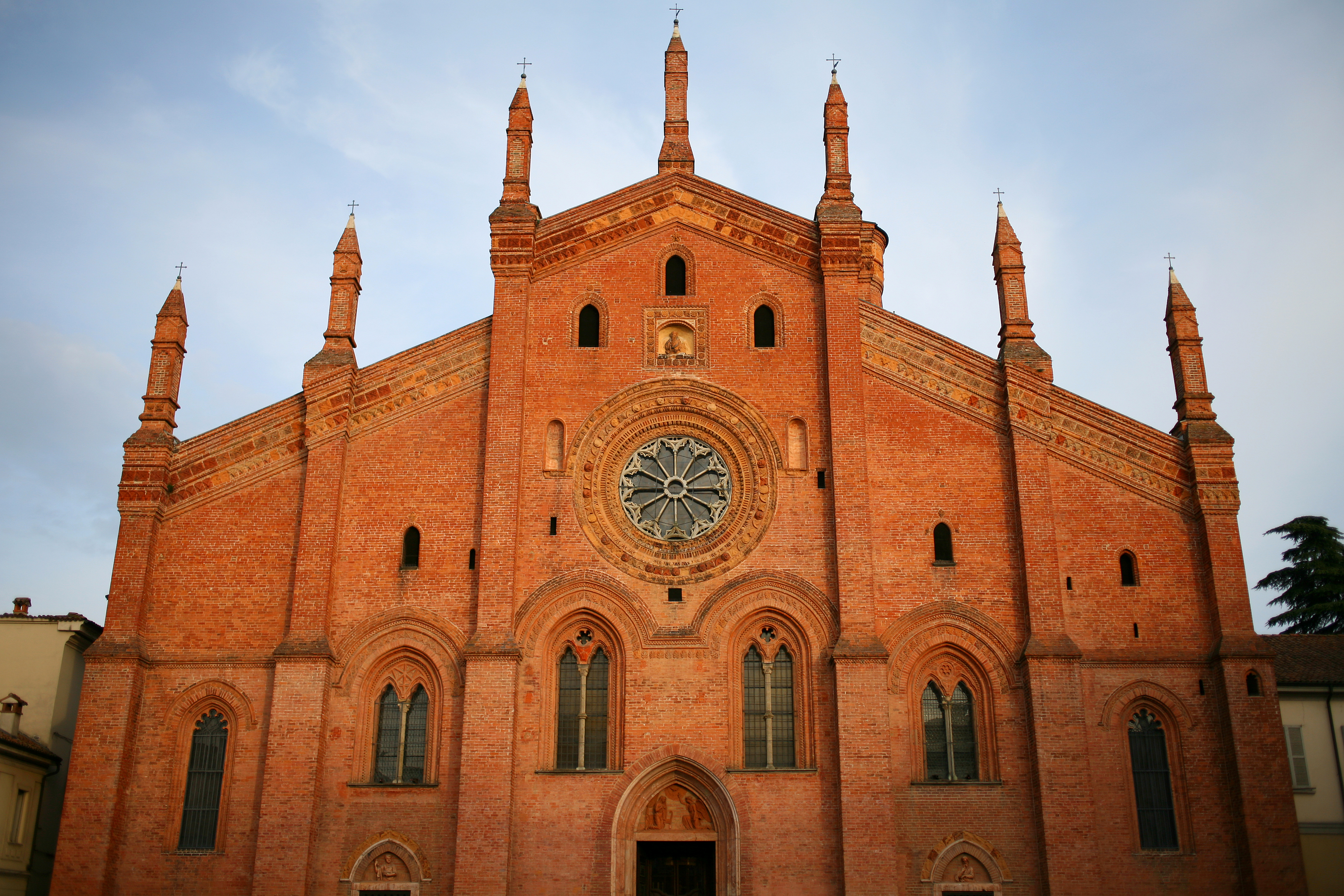
Kerk van Santa Maria del Carmine
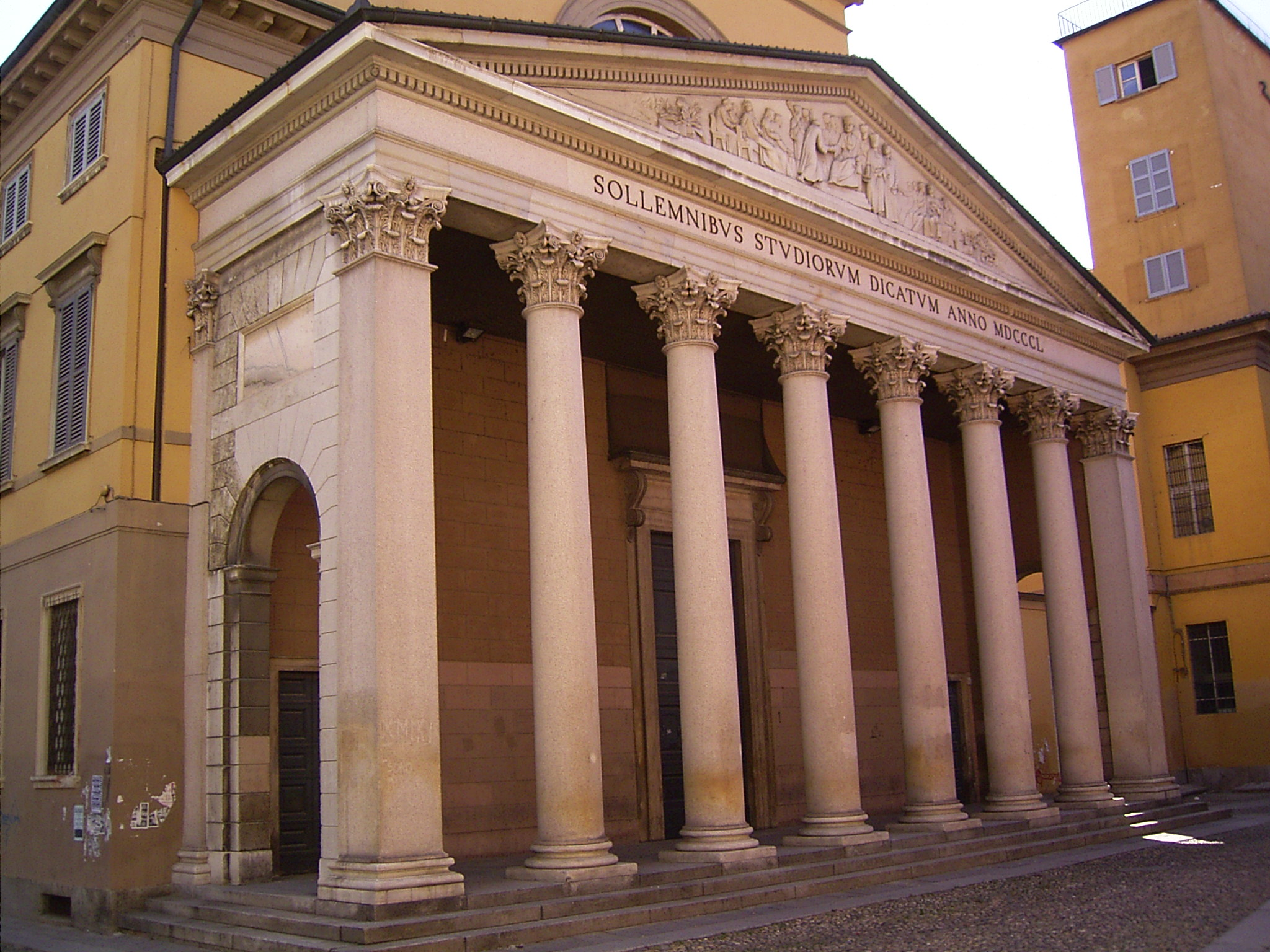
Aula Magna van de universiteit